# Oratorio di Santa Croce (Serra Riccò)
L'oratorio di Santa Croce è un luogo di culto cattolico situato nella frazione di San Cipriano, in via Domenico Carli, nel comune di Serra Riccò nella città metropolitana di Genova.

## Storia e descrizione
Accanto alla chiesa parrocchiale dei Santi Cornelio e Cipriano si trova l'oratorio della Confraternita della Santa Croce, fondata nel XV secolo, che già allora disponeva di un piccolo oratorio, poi chiuso nel 1531 a causa dello spopolamento del paese in seguito a un'epidemia di peste.
L'attuale oratorio fu costruito nel 1626 ed ampliato nel 1767.
Nell'oratorio, intitolato alla Santa Croce, sono conservati tre grandi crocifissi processionali e tutta la dotazione della confraternita, comprendente fanali e mazze da processione e le cappe di seta e di velluto indossate dai confratelli durante cerimonie e processioni.